# Jim Kamson
Jim Kamson, de son vrai nom Kamagaté Issouf, est un chanteur ivoirien.

## Biographie
Il a commencé sa carrière professionnelle en 1989 et réalisé sept albums. 
L’artiste construit sa musique autour d’une fusion de rythmes et de sons dominés par le « Yagba » ivoirien mélangé au calypso jamaïcain, ce qui donne un reggae roots.
Jim Kamson chante principalement sur les thèmes de la guerre, la souffrance, la paix et l’amour.